# Ланёвлотт
Ланёвло́тт (фр. Laneuvelotte) — коммуна во французском департаменте Мёрт и Мозель, региона Лотарингия. Относится к  кантону Сешам.

## География
Ланёвлотт расположен в 9 км к северо-востоку от Нанси. Соседние коммуны: Летр-су-Аманс и Аманс на севере, Шампену на востоке, Велен-су-Аманс на юго-востоке, Сешам и Пюльнуа на юго-западе. Коммуна стоит на трассе Нанси—Шато-Сален (национальная дорога N74).

## Демография
Население коммуны на 2010 год составляло 408 человек.
| 1962 | 1968 | 1975 | 1982 | 1990 | 1999 | 2010 |
| ---- | ---- | ---- | ---- | ---- | ---- | ---- |
| 201  | 200  | 203  | 206  | 264  | 338  | 408  |